# Madonna der Meere

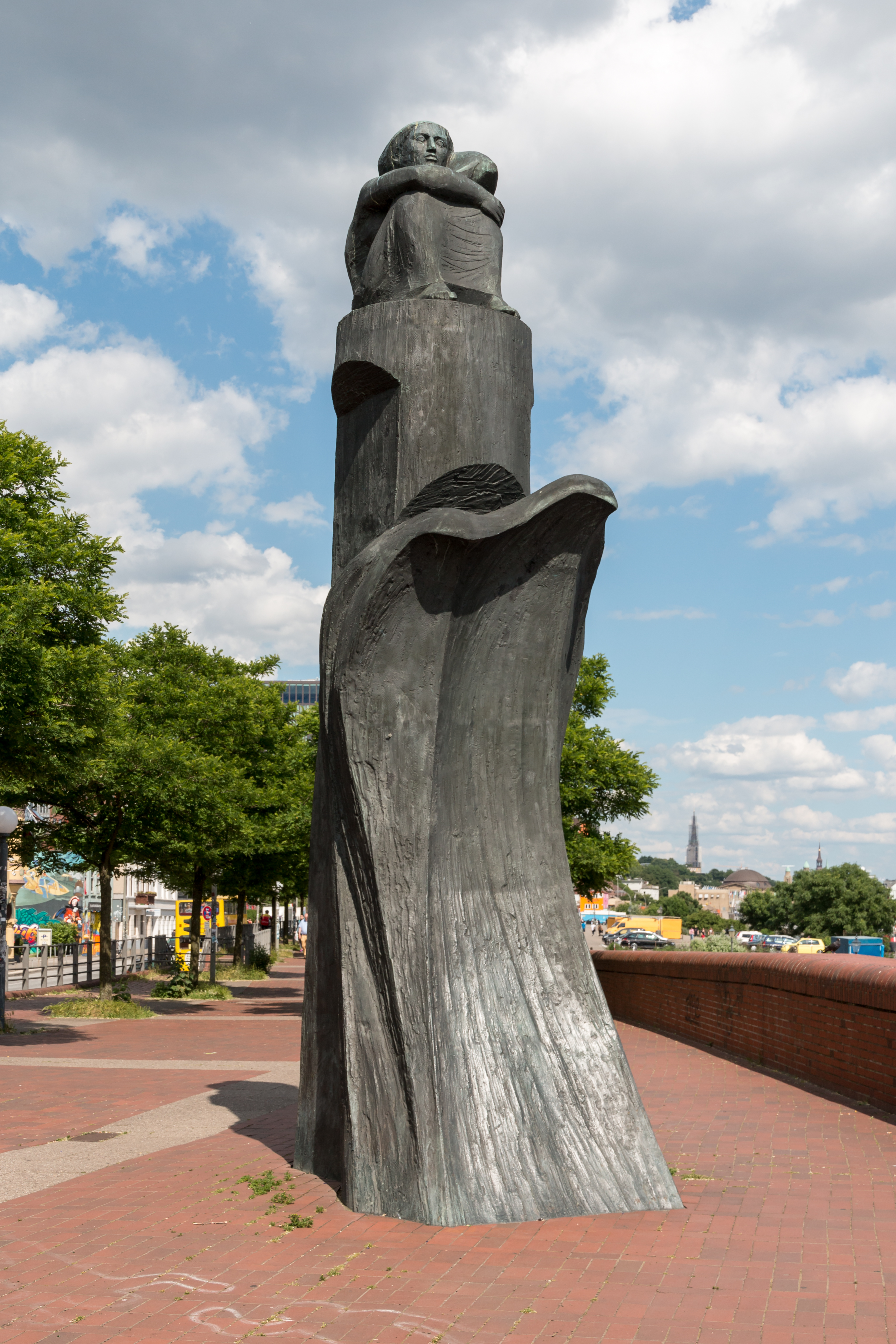
Madonna der Meere am St.-Pauli-Fischmarkt

Die Madonna der Meere, auch Madonna der Seefahrt genannt, am Altonaer Fischmarkt ist ein Denkmal für alle auf See Gebliebenen. Es wurde 1985 aufgestellt.

## Gedenkstätte an die auf See Gebliebenen
Das vier Tonnen schwere Bronzemonument des Bildhauers Manfred Sihle-Wissel geht auf die Initiative der Cap Horniers und eines eigens dafür gegründeten Vereins Platz der Seefahrt zurück, den auf See gebliebenen Fischern und Seeleuten eine angemessene Gedenkstätte zu errichten. In den vorangegangenen hundert Jahren starben fast 26.000 Seeleute der deutschen Fischerei- und Handelsschifffahrt den Seemannstod.
Für die Inschrift am Sockel wählte man Worte Joseph Conrads vom Schluss des Kapitels über Mirror of the Sea in seinen Notes on My Books: „to the imperishable sea, to the ships that are no more and to the simple men who have had their day.“
Die Skulptur stellt eine zusammengekauerte Frauengestalt dar, die starr zum Horizont Richtung Elbe und See blickt. Weitere Gedenkstätten an die auf See gebliebenen Frauen und Männer gibt es unter anderem in Göteborg, Oslo, Mariehamn, Bergen, Ostende, Esbjerg.

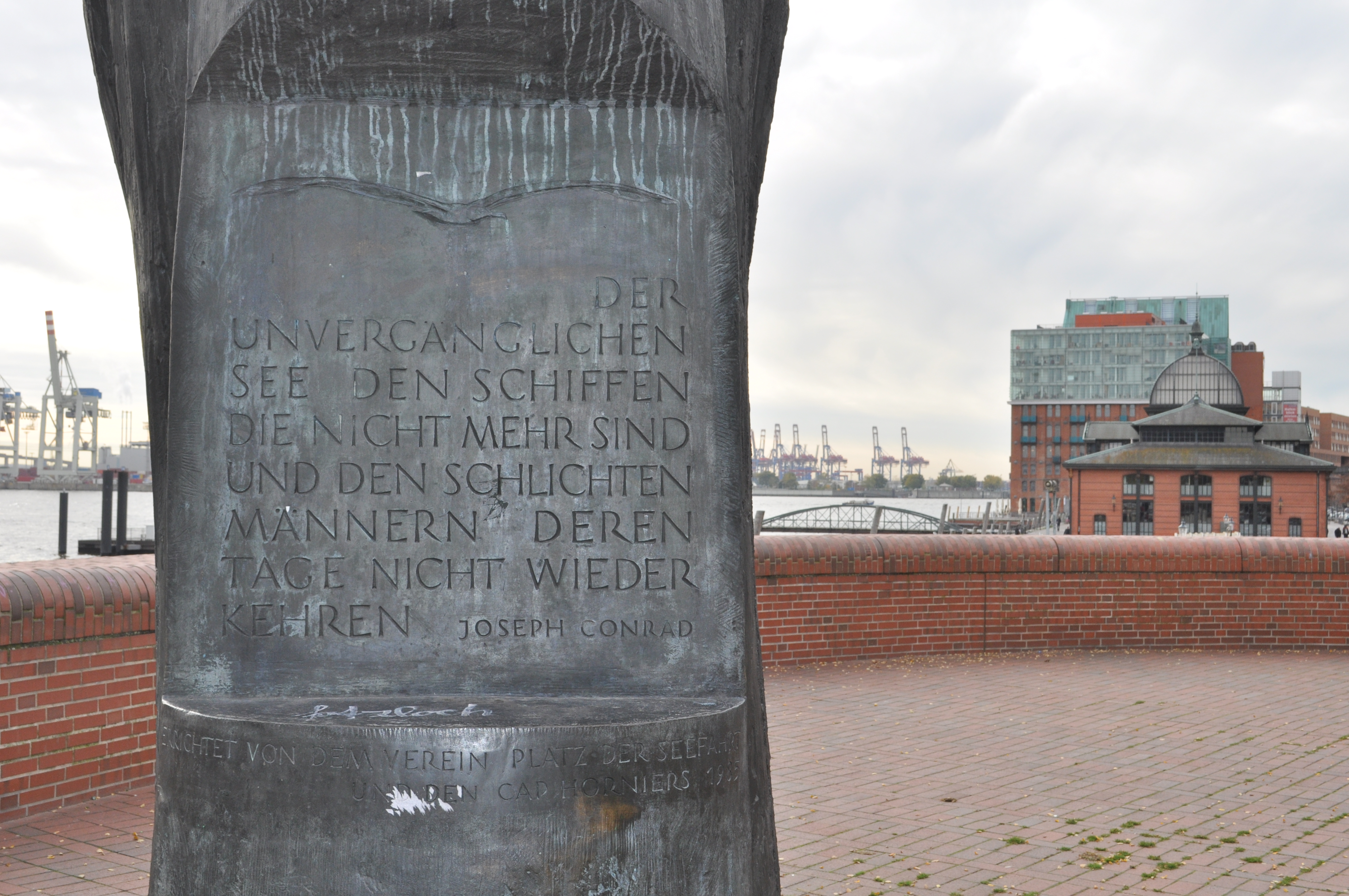
Der unvergänglichen See, den Schiffen, die nicht mehr sind und den schlichten Männern, deren Tage nicht wiederkehren. Joseph Conrad
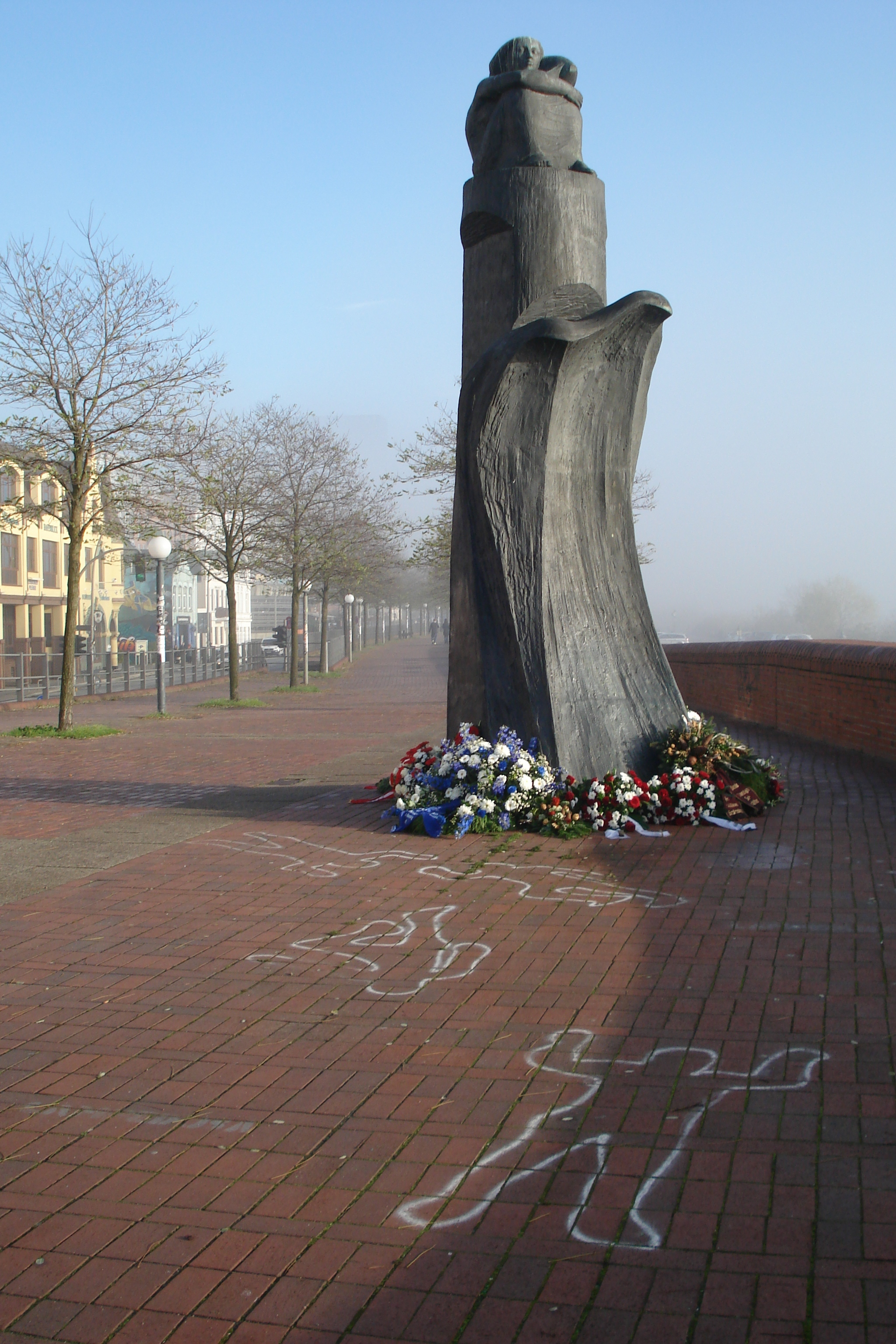
Madonna der Meere am Tag nach Totensonntag 2014

## Jährliche Gedenkfeier
Die Gedenkfeier für die auf See Gebliebenen findet seit 1999 jedes Jahr am Totensonntag statt. Veranstalter sind der Hamburger Hafenverein von 1872 e. V. und der Shantychor „Windrose“. Gedacht wird der Schiffe, ihrer Besatzungen und deren Hinterbliebenen, die havariert, untergegangen oder spurlos verschwunden sind. Zu den auf See Gebliebenen gehören auch die Menschen, die bei der Flucht über das Meer ertrunken sind. Die Feier wird eingeleitet mit acht Glasen der Schiffsglocke und der Darbietung des Shanty Hamborger Veermaster durch den Shanty-Chor Windrose. Teilnehmer vom Hamburger Hafenverein, des Shantychors, des Vereins der Kapitäne und Schiffsoffiziere, des Seemannsclubs Duckdalben und der Seemannsmission erinnern an die Schicksale von Schiffen, ihre Besatzungen und an die Hinterbliebenen. Eine kleine Kopie der Madonna (geschmiedet von Blohm und Voss) befindet sich in der Kapelle von Kap Hoorn. Die Veranstaltung klingt aus mit Rolling Home, gesungen vom Shantychor „Windrose“.